# Club The Strongest
Club The Strongest jest boliwijskim klubem piłkarskim z siedzibą w mieście La Paz

## Historia
Klub został założony 8 kwietnia 1908 roku. Początkową nazwą klubu był "The Strong Football Club", później zmieniony na "The Strongest Footbal Club". Pierwsze mistrzostwo Boliwii klub zdobył w 1911, zanim większość obecnie istniejących klubów boliwijskich w ogóle zaczęła istnieć.
W 1930 The Strongest został pierwszym i jedynym dotąd klubem który zdobył mistrzostwo Boliwii nie tracąc żadnej bramki. W tym samym roku The Strongest zainaugurował występy na stadionie Estadio Hernando Siles, meczem z derbowym rywalem Universitario, odnosząc zwycięstwo 4:1.
W 1965 The Strongest zadebiutował w Copa Libertadores, w czasach, gdy brać w nim udział mogli tylko mistrzowie krajów. The Strongest odniósł pierwsze w historii zwycięstwo na wyjeździe z drużyną spoza Boliwii - Deportivo Quito. Drużyna zajęła w grupie drugie miejsce za Boca Juniors.
Szczytowym momentem klubu na arenie międzynarodowej był występ w Copa Sudamericana w roku 2005. Zespół prowadzony przez DT Villegasa wyeliminował swych klasycznych (od El Classico) rywali - Club Bolívar, odnosząc dwa zwycięstwa po 2:1. Kolejnym przeciwnikiem był LDU Quito. Swój kolejny trzeci mecz w pucharze grali w La Paz i także wygrali go w stosunku 2:1. Rewanż w Quito to najbardziej głośne zwycięstwo drużyny boliwijskiej w meczu wyjazdowym - The Strongest pokonał drużynę ekwadorską aż 3:0. W następnej rundzie The Strongest został wyeliminowany przez przyszłego finalistę tych rozgrywek - Pumas UNAM. Na wyjeździe piłkarze The Strongest przegrali 1:3. Rewanż to czwarty już w tej edycji mecz klubu w La Paz i czwarte zwycięstwo w stosunku 2:1, jednak tym razem trzeba było pożegnać się z rozgrywkami.
The Strongest brał udział w wielu międzynarodowych turniejach i pod tym względem ustępuje jedynie swemu derbowemu rywalowi - Club Bolívar.

## Tragedia w Viloco
Dnia 26 września 1969 podczas lokalnego święta drużyna The Strongest zaproszona została, by wziąć udział w okazyjnym meczu zorganizowanym przez Asociacion Cruceña de Fubol (związek piłkarski Santa Cruz).
Dla drużyny to była kolejna wycieczka do miasta Santa Cruz, podczas przerwy w lokalnych rozgrywkach (gdzie właśnie rozpoczęła się druga runda). Ostatni oficjalny mecz zespół rozegrał 14 września, i jak później się okazało, był to ostatni oficjalny mecz w życiu kilku graczy.
W drodze powrotnej z Santa Cruz, dnia 26 września, rozeszła się wieść, że samolot wiozący większość zespołu zaginął (tego samego dnia rządy w Boliwii przejęła armia).
Przez 24 godziny czekano z nikłymi nadziejami na smutne wiadomości: samolot rozbił się na wiejskim obszarze w okolicach Viloco (między szczytami Tres Cruces). Wszyscy pasażerowie w liczbie 69 osób oraz 9 członków załogi zginęli.
W katastrofie zginęli następujący członkowie klubu: Eustáquio Ortuño (trener), José Ayllón (menedżer), Felipe Aguilar (staff). Zginęło też 16 graczy: Armando Angelacio, Hernán Andretta, Orlando Cáceres, Juan Iriondo, Jorge Durán, Julio Díaz, Héctor Marchetti, Angel Porta, Jorge Tapia, Ernesto Villegas, Germán Alcázar, Eduardo Arrigó, Oswaldo Franco, Raúl Farfán, Oscar Flores oraz Diógenes Torrico.

## Osiągnięcia
- Mistrz Boliwii (32): 1911, 1914, 1914 (Copa), 1916, 1916 (Copa), 1917, 1922, 1923, 1924, 1925, 1930, 1935, 1938, 1943, 1945, 1946, 1952, 1958 (Copa), 1963, 1964, 1964 (Copa), 1970, 1971, 1974, 1974 (Copa), 1977, 1986, 1989, 1993, 2003 Apertura, 2003 Clausura, 2004 Clausura

## Obecny skład
- bramkarz Luis Galarza
- bramkarz Gustavo Fernández
- bramkarz Max Rougcher
- obrońca Luis Palacios
- obrońca Rosauro Rivero
- obrońca Jorge Antonio Ortíz
- obrońca Hérman Solíz
- obrońca Nelvin Solíz
- obrońca Federico García
- obrońca Santos Amador
- obrońca Carlos Hermosa
- obrońca Gerson Garcia
- obrońca Daniel de Oliviera
- obrońca Percy Colque
- pomocnik Alejandro Chumacero
- pomocnik Marco Paz
- pomocnik Carmelo Angulo
- pomocnik Thiago Leitão
- pomocnik Darwin Peña
- pomocnik Luis Gatty Ribeiro
- pomocnik Javier Guzman
- pomocnik Haroldo Texeira da Rocha"Haroldo"
- napastnik Martín Menacho
- napastnik Oscar "Pony" Arauz
- napastnik Julian Di Cosmo
- napastnik Javier Lopez

## Informacje
Kolory klubu są żółto-czarne. Klub rozgrywa swoje mecze domowe na stadionie Estadio Rafael Mendoza Castellón (pojemność: 15 000), ale najwięcej meczów na największym boliwijskim stadionie - Estadio Hernando Siles (pojemność: 52 000). Podczas mistrzostw świata w 1994 klub reprezentowany był przez takich graczy jak Marcelo Torrico, Gustavo Quinteros, Oscar Sanchez i José Melgar.